# Fugle i landskabet
|  | Denne artikel er oprettet af botten Steenthbot ud fra en ekstern database. Den kan derfor have sproglige fejl eller mangler. Denne skabelon kan fjernes efter kontrol af indholdet. |

Fugle i landskabet er en dansk dokumentarfilm fra 1982 instrueret af Tue Ritzau.

## Handling
Filmen viser, at man må dæmme op for menneskenes pres på naturen og lave områder, der skal bruges på fuglenes betingelser. Fugleværnsfondens reservater præsenteres som et supplement til de statslige reservater, men et meget nødvendigt supplement for at bevare et rigt fugleliv. Men først og fremmest viser filmen glæden ved et rigt fugleliv i den danske natur.